# Глендейл (Колорадо)
Глендейл (англ. Glendale) — місто (англ. city) в США, в окрузі Арапаго штату Колорадо. Населення — 4613 особи (2020).

## Географія
Глендейл розташований за координатами 39°42′10″ пн. ш. 104°56′7″ зх. д. / 39.70278° пн. ш. 104.93528° зх. д. (39.702701, -104.935389).  За даними Бюро перепису населення США в 2010 році місто мало площу 1,43 км², з яких 1,43 км² — суходіл та 0,01 км² — водойми.

## Демографія
Згідно з переписом 2010 року, у місті мешкали 4184 особи в 2370 домогосподарствах у складі 677 родин. Густота населення становила 2918 осіб/км².  Було 2649 помешкань (1847/км²).
Расовий склад населення:
| - 68,7 % — білих - 7,1 % — чорних або афроамериканців - 6,4 % — азіатів - 0,9 % — корінних американців - 0,1 % — вихідців з тихоокеанських островів - 12,8 % — осіб інших рас |

До двох чи більше рас належало 4,1 %. Частка іспаномовних становила 32,3 % від усіх жителів.
За віковим діапазоном населення розподілялося таким чином: 15,5 % — особи молодші 18 років, 81,7 % — особи у віці 18—64 років, 2,8 % — особи у віці 65 років та старші. Медіана віку мешканця становила 29,2 року. На 100 осіб жіночої статі у місті припадало 111,6 чоловіків;  на 100 жінок у віці від 18 років та старших — 115,1 чоловіків також старших 18 років.
Середній дохід на одне домашнє господарство  становив 46 730 доларів США (медіана — 37 189), а середній дохід на одну сім'ю — 51 642 долари (медіана — 41 458). Медіана доходів становила 33 822 долари для чоловіків та 36 875 доларів для жінок. За межею бідності перебувало 25,6 % осіб, у тому числі 34,5 % дітей у віці до 18 років та 2,8 % осіб у віці 65 років та старших.
Цивільне працевлаштоване населення становило 3581 осіб. Основні галузі зайнятості: мистецтво, розваги та відпочинок — 28,0 %, роздрібна торгівля — 15,1 %, освіта, охорона здоров'я та соціальна допомога — 11,7 %, науковці, спеціалісти, менеджери — 10,4 %.